# 德沃伊诺夫斯基农村居民点
德沃伊诺夫斯基农村居民点（俄语：Двойновское сельское поселение）是俄罗斯联邦伏尔加格勒州新尼古拉耶夫斯基区所属的一个农村居民点。其下辖有2个居民点，行政中心为德沃伊诺夫斯基。据2016年统计，该农村居民点的人口为892人。